# In Santa's Claws
In Santa's Claws è il quarto EP dei Pretty Maids, uscito nel 1990 per l'Etichetta discografica Epic Records.

## Tracce
1. In Santa's Claws – 4:27
2. A Merry Jingle (The Greedies Cover) – 2:50
3. Eye Of The Storm (live) – 6:16
4. Red, Hot And Heavy (live) – 7:10
5. Rock The House (live) – 3:58

## Formazione
- Ronnie Atkins – voce
- Ken Hammer - chitarra
- Ricky Marx - chitarra
- Allan DeLong - basso
- Phil Moorheed – batteria
- Alan Owen – tastiere (solo nelle tracce in studio)
- Dominic Gale - tastiere

### Altri musicisti
- Ian Gillan - cori nella traccia 2